# Pierre Vallette-Viallard
Maurice Pierre Emile Vallette Viallard, dit Pierre Vallette Viallard, né le 6 novembre 1883 à Cruas (Ardèche) et mort le 6 mai 1968 à Montélimar (Drôme), est un homme politique français.

## Biographie
Descendant d'une ancienne famille notariale de l'Ardèche, arrière-petit-fils de  Hugues Bernard Vallette Viallard - fondateur, dans la première moitié du XIXe siècle, des cimenteries et fours à chaux Vallette Viallard à Cruas -, petit-fils de Henri Vallette Viallard, licencié en droit de l'université de Paris, notaire puis industriel à Cruas et de Sylvie Bastie, elle-même issue d'une notable famille du Cheylard (Ardèche). Fils de Hugues Vallette Viallard - lui-même fils et successeur de Henri -, maire de Cruas et d'Eugénie Joulie, Pierre Vallette Viallard, diplômé d'HEC promotion 1907 deviendra  à force de détermination et de travail, à son tour l'un des industriels les plus influents de l'Ardèche. Mobilisé en 1914, Vallette Viallard se distinguera à  plusieurs  reprises  en  tant qu'officier (capitaine), lors du conflit, pour sa bravoure, notamment à Verdun, ce qui lui vaudra la Croix de guerre et la légion d'honneur.
En novembre 1919, Vallette Viallard se présente aux élections législatives dans l'Ardèche sur la liste d'Union républicaine (droite). C'est lors de ce scrutin qu'il rencontrera Xavier Vallat, lui aussi candidat sur la dite liste. Élu, il devient député à 36 ans.
À nouveau candidat en 1924, il est battu de  seulement  six voix. Sa détermination le conduit cependant à se représenter en 1928, date à laquelle le mode de scrutin majoritaire uninominal à deux tours est rétabli. Candidat dans la première circonscription de Tournon sous l'étiquette de la Fédération républicaine, Vallette Viallard est favorisé par le mode de scrutin et est élu dès le premier tour. En 1932, alors que la crise économique frappe la campagne ardéchoise, Pierre Vallette Viallard fait campagne sur la nécessité d'un retour à l'équilibre budgétaire. Faisant face à un concurrent de taille, l'ancien député radical André Escoffier, Vallette Viallard parvient cependant à l'emporter une nouvelle fois dès le premier tour de scrutin.
Aux élections législatives de 1936, alors que la droite française est emportée par la vague du Front populaire, Vallette Viallard parvient une nouvelle fois à l'emporter dès le premier tour de scrutin.
Le 10 juillet 1940, Pierre Vallette Viallard votera en faveur de la révision des lois constitutionnelles conformément à la demande du Maréchal Pétain. Son attitude en faveur de la résistance lui vaudra d’être l’un des deux députés ayant voté les pleins pouvoirs à Pétain à être admis à se représenter à la députation en 1945, occasion qu’il ne saisira pas.

## Sources
- « Pierre Vallette-Viallard », dans le Dictionnaire des parlementaires français (1889-1940), sous la direction de Jean Jolly, PUF, 1960 [détail de l’édition]